# زبان دانمارکی
زبان دانمارکی (به دانمارکی: Dansk sprog) یک زبان ژرمنی شمالی است که نزدیک به ۶ میلیون تن، که بیشتر در دانمارک، گرینلند و جزایر فارو زندگی می‌کنند بدان سخن می‌گویند. همچنین، ۵۰هزار دانمارکی در بخش‌های شمالی شلسویگ-هولشتاین در کشور آلمان به این زبان نیز سخن می‌گویند و زبان دانمارکی در آنجا مقام زبان اقلیت دارد. در ایسلند دانمارکی را در کنار زبان انگلیسی به‌عنوان یک زبان خارجی در مدرسه‌ها آموزش می‌دهند (گاه نروژی یا سوئدی جایگزین دانمارکی می‌شود). در آمریکای شمالی و جنوبی، در کشورهای آرژانتین، ایالات متحدهٔ آمریکا و کانادا انجمن‌های دانمارکی‌زبان پویا هستند. به علت مهاجرت و جایگزینی زبان در گرینلند، میان ۱۵–۲۰٪ مردم دانمارکی زبان مادری‌شان است.
همانند دیگر زبان‌های ژرمنی شمالی، دانمارکی یک بازمانده از زبان نورس باستان است. نورس باستان زبان رایج میان ژرمن‌ها در اسکاندیناوی در عصر وایکینگ‌ها بود. زبان دانمارکی و سوئدی از گویش نورس شرقی گرفته شده‌اند، در حالی که زبان نروژی میانه (پیش از تأثیر گرفتن از دانمارکی) و نروژی بوکمل در کنار فارویی و ایسلندی جزو دسته نورس غربی به‌شمار می‌روند. یک نظریه اخیر دیگر بر پایه فهم متقابل زبان‌های امروزی دانمارکی، سوئدی و نروژی را به عنوان «اسکاندیناویایی سرزمینی» و فارویی و ایسلندی را به عنوان «اسکاندیناویایی جزیره‌ای» دسته‌بندی می‌کند. هرچند که در نوشتار زبان‌ها با یکدیگر فهمیدنی و روشن هستند اما دانمارکی در صحبت کردن با سوئدی و نروژی تفاوت‌های آشکاری دارد بنابراین فهم متقابل بستگی به منطقه و گویش‌های هر زبان دارد.
تا سده شانزدهم میلادی، زبان دانمارکی پیوسته‌ای از گویش‌های مختلف از شلسویگ تا اسکونه بدون زبان معیار و املای مشخص بود. همراه با اصلاحات پروتستانی و اختراع دستگاه چاپ، یک زبان معیار بر پایه گویش کپنهاگ توسعه یافت. این زبان در آموزش و اداره کشور گسترش یافت اما آلمانی و لاتین تا سده هفدهم همچنان مهم‌ترین زبان‌های نوشتاری بودند. پس از اینکه دانمارک سرزمین‌های خود را به سوئد و آلمان از دست داد، جنبش ملی‌گرایانه در دانمارک شکل گرفت و زبان دانمارکی به عنوان بخش مهمی از هویت دانمارکی پذیرفته شد و به زودی در سده‌های ۱۸ و ۱۹ میلادی آثار ادبی مهمی برای زبان ساخته شدند. امروزه گویش‌های قدیمی دانمارکی از بین رفته‌اند، هرچند لهجه‌های مختلف بر پایه منطقه وجود دارند. تفاوت اصلی این زبان میان نسل‌ها است، به ویژه در میان نسل جوان که نوآورانه‌تر است.
زبان دانمارکی گنجایش واکه‌ای بزرگی دارد و از ۲۷ واک واجی مجزا تشکیل شده‌است و نوای گفتار آن توسط همخوان چاکنایی به نام استود توصیف شده‌است. به علت تفاوت‌های دانمارکی در تلفظ، به ویژه در واکه‌ها، نوای گفتار سخت و همخوان‌های «ضعیف»، از این زبان معمولاً به عنوان زبان سختی برای یادگرفتن یاد شده‌است و شواهد نشان داده‌است که کودکان تمایزهای آوایی دانمارکی را نسبت به زبان‌های دیگر با سرعت کم‌تری یادمی‌گیرند. دستور زبان دانمارکی تصریفی است و ترکیب و صرف فعل آن قوی (بی‌قاعده) و ضعیف (با قاعده) است. در زبان دانمارکی اسم‌ها و ضمایر نمایشی جنسیت مشترک و خنثی را از یکدیگر جدا می‌کنند. همانند زبان انگلیسی دانمارکی فقط باقی‌مانده‌ای از حالت دستوری دارد، به ویژه در اسم‌ها. برخلاف انگلیسی، این زبان قابلیت علامت‌گذاری اشخاص برروی فعل‌ها را از دست داده‌است.

## دسته‌بندی
|  | ایسلندی |
|  |         |
|  | فارویی  |
|  |         |
|  | نروژی   |
|  |         |

|  | دانمارکی |
|  |          |
|  | سوئدی    |
|  |          |

|  | ایسلندی |
|  |         |
|  | فارویی  |
|  |         |
|  | نروژی   |
|  |         |

|  | دانمارکی |
|  |          |
|  | سوئدی    |
|  |          |

|  | ایسلندی |
|  |         |
|  | فارویی  |
|  |         |
|  | نروژی   |
|  |         |

|  | دانمارکی |
|  |          |
|  | سوئدی    |
|  |          |

|  | ایسلندی |
|  |         |
|  | فارویی  |
|  |         |
|  | نروژی   |
|  |         |

|  | دانمارکی |
|  |          |
|  | سوئدی    |
|  |          |

|  | ایسلندی |
|  |         |
|  | فارویی  |
|  |         |
|  | نروژی   |
|  |         |

|  | دانمارکی |
|  |          |
|  | سوئدی    |
|  |          |

|  | ایسلندی |
|  |         |
|  | فارویی  |
|  |         |
|  | نروژی   |
|  |         |

|  | دانمارکی |
|  |          |
|  | سوئدی    |
|  |          |

|  | ایسلندی |
|  |         |
|  | فارویی  |
|  |         |
|  | نروژی   |
|  |         |

|  | دانمارکی |
|  |          |
|  | سوئدی    |
|  |          |

|  | ایسلندی |
|  |         |
|  | فارویی  |
|  |         |
|  | نروژی   |
|  |         |

|  | دانمارکی |
|  |          |
|  | سوئدی    |
|  |          |

|  | ایسلندی |
|  |         |
|  | فارویی  |
|  |         |
|  | نروژی   |
|  |         |

|  | دانمارکی |
|  |          |
|  | سوئدی    |
|  |          |

|  | ایسلندی |
|  |         |
|  | فارویی  |
|  |         |
|  | نروژی   |
|  |         |

|  | دانمارکی |
|  |          |
|  | سوئدی    |
|  |          |

|  | ایسلندی |
|  |         |
|  | فارویی  |
|  |         |
|  | نروژی   |
|  |         |

|  | دانمارکی |
|  |          |
|  | سوئدی    |
|  |          |

|  | ایسلندی |
|  |         |
|  | فارویی  |
|  |         |
|  | نروژی   |
|  |         |

|  | دانمارکی |
|  |          |
|  | سوئدی    |
|  |          |

|  | ایسلندی |
|  |         |
|  | فارویی  |
|  |         |
|  | نروژی   |
|  |         |

|  | دانمارکی |
|  |          |
|  | سوئدی    |
|  |          |

|  | ایسلندی |
|  |         |
|  | فارویی  |
|  |         |
|  | نروژی   |
|  |         |

|  | دانمارکی |
|  |          |
|  | سوئدی    |
|  |          |

|  | ایسلندی |
|  |         |
|  | فارویی  |
|  |         |
|  | نروژی   |
|  |         |

|  | دانمارکی |
|  |          |
|  | سوئدی    |
|  |          |

|  | ایسلندی |
|  |         |
|  | فارویی  |
|  |         |
|  | نروژی   |
|  |         |

|  | دانمارکی |
|  |          |
|  | سوئدی    |
|  |          |

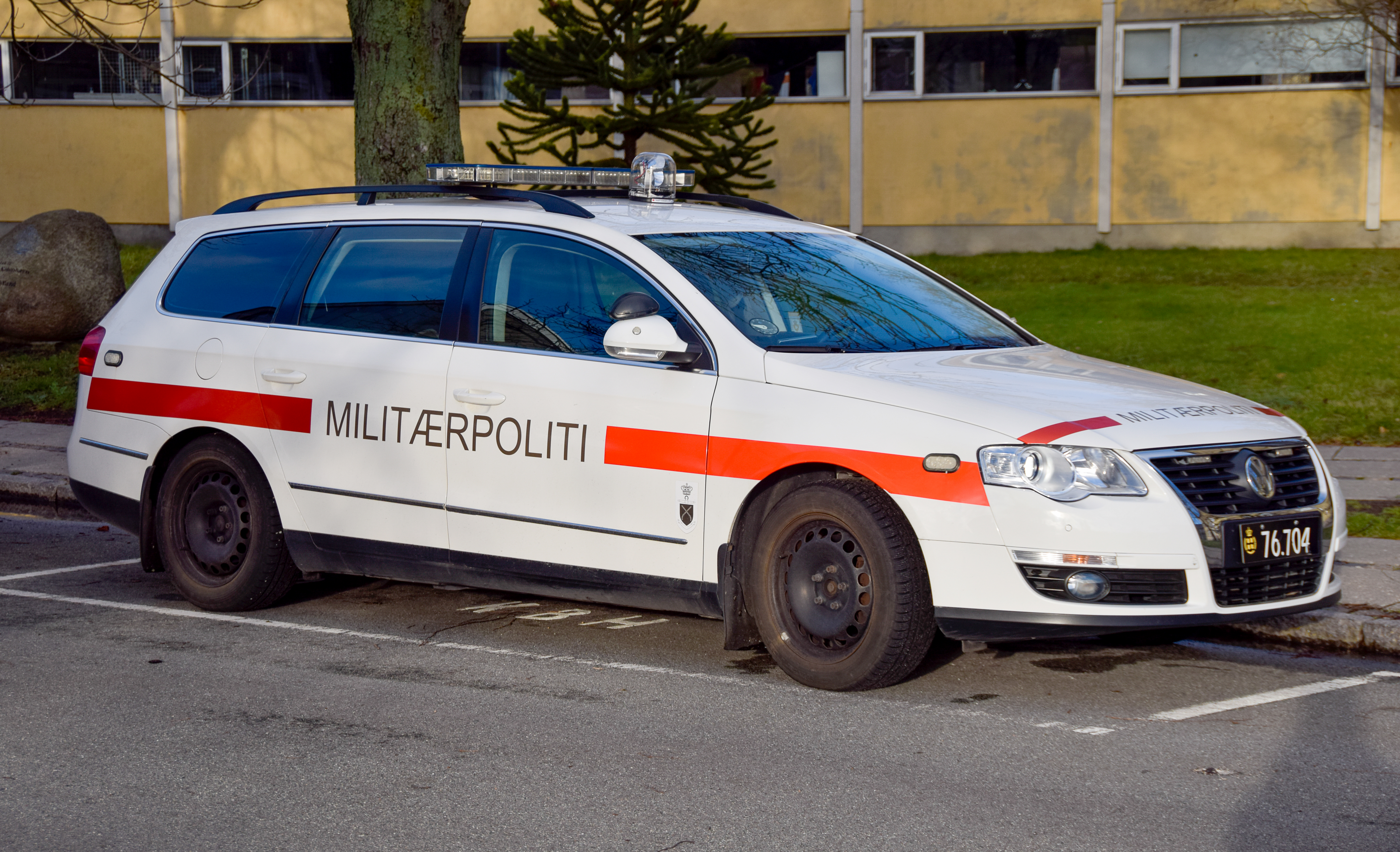
مرتبط

دانمارکی یک زبان ژرمنی از شاخه زبان‌های ژرمنی شمالی است. نام‌های دیگر این شاخه زبان‌های اسکاندیناویایی یا زبان‌های نوردیک نیز می‌باشد. همانند زبان سوئدی، دانمارکی بازمانده از گویش‌های شرقی زبان نورس باستان است. دانمارکی و سوئدی نیز گاهی اوقات در گروه زبان‌های اسکاندیناویایی شرقی نیز قرار می‌گیرند.
زبان‌های اسکاندیناویایی معمولاً به عنوان یک پیوسته از گویش‌های مختلف شناخته می‌شوند و هیچ تقسیم‌بندی مهمی میان زبان‌های محلی مختلف آن وجود ندارد.
مانند سوئدی و نروژی، زبان دانمارکی در قرون وسطی از آلمانی سفلی تأثیرات زیادی گرفته بود و از قرن بیستم نیز از انگلیسی تأثیر پذیرفته‌است.
زبان دانمارکی را می‌توان به ۳ گویش اصلی تقسیم کرد، دانمارکی غربی (یوتلاندی)، دانمارکی جزیره‌ای (در کنار گویش معیار) و دانمارکی شرقی (گویش‌های برنهلم و گویش اسکونی). با دیدگاه اینکه زبان‌های اسکاندیناویایی پیوسته‌ای از گویش‌های گوناگون هستند، دانمارکی شرقی را می‌توان به عنوان میانجی دانمارکی و سوئدی شمرد، در حالی که گویش اسکونی را می‌توان یک گویش سوئدیزه شده دانمارکی شرقی و برنهلم را گویش نزدیک به آن در نظر گرفت. گویش اسکونی امروزی با زبان سوئدی کاملاً قابل فهم است و با دانمارکی ارتباط کمتری دارد زیرا از لحاظ تاریخی دارای واژگان معیار و تلفظ‌های متمایز با بقیه سوئد نسبت به گذشته‌است. بلکینگه و هاللاند، دو استان دیگر که از کپنهاگ دورتر هستند در قرن هفدهم بخشی از سوئد شدند و به گویش‌های نزدیک‌تر به سوئدی سخن می‌گویند.

### فهم متقابل
بخش بزرگی از دانمارکی با نروژی و سوئدی دارای فهم متقابل است. سخنگویان ماهر هر یک از این سه زبان می‌توانند دو زبان دیگر را به خوبی بفهمند، هرچند تحقیقات نشان داده‌است که گویشوران نروژی و سوئدی، دانمارکی را بهتر از خود سوئدی‌ها و دانمارکی‌ها در زبان‌های خودشان می‌فهمند. هردوی سوئدی‌ها و دانمارکی‌ها نیز نروژی را بهتر از زبان‌های یکدیگر می‌فهمند. اینکه نروژی جایگاه میانه‌ای در فهم متقابل دارد به علت مرز مشترک با سوئد است که به تشابه تلفظ منجر می‌شود و همچنین این رسم که دانمارکی زبان نوشتاری رسمی بوده‌است منجر به تشابه زیادی در واژگان شده‌است. میان جوان‌های دانمارکی، ساکنان کپنهاگ نسبت به ساکنان دیگر استان‌ها سوئدی را به خوبی متوجه نمی‌شوند. به‌طور کلی، جوانان دانمارکی به اندازه جوانان نروژی و سوئدی در درک زبان‌های همسایه مهارت ندارند.

## تاریخ
واژه‌شناس دانمارکی، یوهانس بروندوم-نیلسن تاریخ زبان دانمارکی را به دوره‌های گوناگون تقسیم کرده‌است، از ۸۰۰ پس از میلاد تا ۱۵۲۵ به عنوان «دانمارکی قدیمی» به‌شمار می‌رود که خود به قسمت‌های «دانمارکی رونی» (۸۰۰–۱۱۰۰)، دانمارکی میانه اولیه (۱۱۰۰–۱۳۵۰) و دانمارکی میانه (۱۳۵۰–۱۵۲۵) تقسیم شده‌است.

### دانمارکی رونی
در قرن هشتم، زبان ژرمنی معیار اسکاندیناوی، نیانورس تغییراتی را تجربه کرد و به زبان نورس باستان تبدیل شد. این زبان به‌طور کلی به عنوان «زبان دانمارکی» (Dǫnsk tunga) یا «زبان نورس» (Norrœnt mál) شناخته می‌شد. نورس با خط رونی نوشته می‌شد، ابتدا با فوثارک قدیمی و سپس با فوثارک جوان.
از قرن هفتم، زبان نورس عامه تغییراتی را تجربه کرد که به تمام مناطق شبه‌جزیره اسکاندیناوی منتقل نشد و باعث ظاهر شدن دو منطقه گویشی شد، نورس باستان غربی (نروژ و ایسلند) و نورس باستان شرقی (دانمارک و سوئد). بیشتر تغییراتی که نورس شرقی را از نورس غربی جدا کرد به عنوان نوآوری در دانمارک آغاز شد که از طریق اسکونه به سوئد و از طریق تجارت دریایی به جنوب نروژ منتقل شد. یکی از تغییراتی که نورس غربی را از نورس شرقی جدا کرد تغییر واکه مرکب æi به واکه ساده e بود، مانند واژه stæin که تبدیل به sten شد. همچنین یک تغییر از au به ø نیز رخ داد، مانند dauðr که تبدیل به døðr شد. این تغییرات در سنگ‌نوشته‌های رونی قابل مشاهده است که در آن tauþr تبدیل به tuþr شده‌است. تغییرات دیگری، مانند واکه مرکب øy (در نورس باستان غربی به عنوان ey) به ø تغییر یافت. این یکنواخت‌سازی واکه‌ها از شبه‌جزیره یوتلاند در دانمارک آغاز شد و تا سال ۱۱۰۰ کل دانمارک و بخش بزرگی از سوئد را نیز فرا گرفت.
در طول کشورگشایی‌های دانمارکی‌ها در انگلستان، زبان نورس باستان در شمال شرقی انگلستان در پادشاهی دانلا به‌طور گسترده‌ای رواج یافت. بسیاری از واژگانی که از زبان نورس آمدند، مانند "gate" برای خیابان همچنان در یورک‌شر، انگلیای شرقی و سرزمین‌های میانی شرقی و بخش‌هایی از شرق انگلستان که توسط دانمارکی‌های وایکینگ استعمار شد استفاده می‌شوند. شهر یورک زمانی به عنوان سکونتگاه دانمارکی یورویک (Jorvik) شناخته می‌شد. چندین واژه انگلیسی دیگر نیز از زبان نورس گرفته شده‌اند، مانند "knife" (به معنای چاقو که از واژه kniv نورس گرفته شده‌است)، "husband" (که از husbond گرفته شده‌است و به معنای شوهر است) و "egg" (به معنای تخم مرغ و از واژه نورس æg گرفته شده‌است). پسوند "-by" برای نام شهرها در مناطقی از انگلستان نیز رایج است، مانند سلبی، ویتبی، دربی و گریمزبی. واژه "dale" که به معنای دره است در نام مناطق مسکونی در یورک‌شر و دربی‌شر نیز رایج است.

### گویش‌های باستانی و قرون وسطی
Fangær man saar i hor seng mæth annæns mansz kunæ. oc kumær han burt liuænd....
 «اگر کسی مردی را در یک تخت با زن یک مرد دیگر پیدا کند و او زنده بیرون بیاید…»

قانون یوتلاندی، ۱۲۴۱
در دوران سده‌های میانه، دانمارکی به عنوان یک زبان جدا از سوئدی شد. زبان اصلی نوشتاری در دانمارک لاتین بود و چندین نوشتار دانمارکی که از این دوران به جا ماندند در خط لاتین هستند. هرچند در این دوران نیز خط رونی در برخی مناطق به کار گرفته می‌شد. متن‌های نوشته‌شده باقی مانده قوانین کشور هستند که به زبان محلی تدوین شده‌اند تا برای کسانی که لاتین بلد نیستند نیز قابل فهم باشد. کودکس هولمینسیس و قانون اسکونه در ابتدای سده سیزدهم به دانمارکی نوشته شدند. پس از سال ۱۳۵۰، دانمارکی به عنوان زبان سیاسی استفاده شد و گونه‌های مختلف از ادبیات دانمارکی مانند وصیت‌نامه‌ها و نامه‌های سلطنتی نوشته شدند. هیچ گونه روش معیار برای نوشتن و سخن گفتن دانمارکی در این دوره نبود و قوانین منطقه‌ای تفاوت‌های گویشی میان مناطقی را که در آن نوشته شده‌است نشان می‌دهد.
در این دوران، زبان دانمارکی با آلمانی سفلی در ارتباط بود و شمار زیادی از وام‌واژه‌ها از آلمانی سفلی وارد دانمارکی شدند. با آمدن اصلاحات پروتستانی در سال ۱۵۳۶، دانمارکی زبان دینی شد که منجر به موجی از استفاده از دانمارکی در ادبیات شد. همچنین در این دوران، دانمارکی ویژگی‌های زبانی نوینی را پذیرفت که آن را از سوئدی و نروژی جدا کرد، مانند استود، صداگذاری همخوان‌های متوقف و ضعیف کردن بسیاری از واکه‌های نجر به حرف /e/. 
نخستین کتاب چاپ‌شده به زبان دانمارکی به سال ۱۴۹۵ بر می‌گردد، به نام Rimkrøniken به معنای «گاهنامه قافیه‌ای» که یک کتاب تاریخی است که به شکل ابیات قافیه‌دار است. نخستین ترجمه کامل انجیل به دانمارکی، انجیل کریستیان دوم بود که در سال ۱۵۵۰ توسط کریسترن پدرسن منتشر شد. روش نویسندگی پرسن به صورت دفاکتو نویسندگی معیار دانمارکی قرار گرفت.

### گویش امروزی ابتدایی
Herrer og Narre have frit Sprog.
 «حاکمان و دلقک‌ها حق آزادی بیان دارند.»

پدر سیو، ضرب‌المثل‌ها
پس از ترجمه انجیل، توسعه دانمارکی به عنوان یک زبان نوشتاری و به عنوان زبان دینی، اداری و زبان عمومی شتاب یافت. در نیمه دوم سده هفده میلادی، زبان‌شناسان برای دانمارکی دستور زبانی تشکیل دادند. یکی از نخستین افراد که این کار را کردند راسموس بارتولین که در سال ۱۶۵۷ کتاب خود به نام «De studio lingvæ danicæ» را منتشر کرد. در سال ۱۶۶۰ لاریدز اولوفسن کاک نیز دستور زبان گویش شیلندی را به نام « Introductio ad lingvam Danicam puta selandicam» معرفی کرد و در سال ۱۶۸۵ نخستین کتاب دستور زبان دانمارکی به خود دانمارکی به نام «Den Danske Sprog-Kunst (هنر زبان دانمارکی)» توسط پدر سیو منتشر شد. نویسندگان شناخته‌شده از این دوره توماس کینگو و لئونورا کریستینا اولفدلت هستند. میان واژه‌شناسان دانمارکی همچنان دستور خط معیاری وجود نداشت و میان پژوهشگران در روش به کار بردن آن بحث‌های زیادی وجود داشت. دستور زبانی که توسط ینس هوسگورد ساخته شد نخستین نوشتاری بود که برای دستور خط و واج‌شناسی دانمارکی تجزیه و تحلیل ارائه دهد و دربارهٔ استود نیز توضیحاتی داشت. در این دوران، میان پژوهشگران این موضوع که «طوری بنویسیم همان‌طور که سخن گفته می‌شود» یا «طوری سخن بگوییم همان‌طور که نوشته می‌شود» بحث‌هایی بود. همچنین بحث‌هایی بر سر اینکه آیا از فرم‌های دستور زبانی که در زبان عامه استفاده نشود، مانند فعل‌های جمع وجود داشت.
در سال ۱۶۴۵ در دومین پیمان برومزبرو استان‌های شرقی دانمارک به سوئد الحاق شدند و پس از آن به مرور زمان سوئدیزه شدند؛ همانگونه که نروژ به صورت سیاسی از دانمارک جدا شد و این باعث آغاز شدن تدریجی کم شدن اثرگذاری دانمارکی بر نروژی شد (اثرگذاری از لحاظ زبان معیار نوشتاری همچنان باقی ماند). با معرفی مطلق‌گرایی در سال ۱۶۶۰، حکومت دانمارک بیش از پیش یکپارچه شد و در مجلس دانمارک گونه‌ای از گویش شیلاندی با تأثیر از آلمانی و فرانسوی به عنوان زبان میانجی، به ویژه در نوشتن پذیرفته شد. این زبان میانجی به عنوان rigsdansk یا «دانمارکی قلمرو» شناخته شد. همچنین در ابتدای سده هجدهم، صدای گلویی حرف R(R گلویی) در دانمارک رواج پیدا کرد که احتمالاً از تأثیرات آلمانی و فرانسوی فرانسه بوده باشد. این رخداد تمامی نقاط دانمارکی‌زبان، مانند دانمارک، جنوب سوئد و ساحل جنوبی نروژ را تحت تأثیر قرار داد.
در قرن هجدهم، زبان‌شناسی دانمارکی توسط راسموس راسک گسترش یافت. او رشته‌های تطبیقی و تاریخی را جمع‌آوری کرد و نخستین کتاب دستور زبان دانمارکی را به زبان انگلیسی نوشت. ادبیات دانمارکی با آثار لودویگ هولبرگ گسترش یافت و آثار تاریخی و علمی و نمایش‌نامه‌های او زمینه‌های کانون ادبی زبان دانمارکی را شکل داد. با استعمار گرینلند توسط دانمارکی‌ها و به‌دست هانس اگدا، دانمارکی در آنجا زبان دینی و اداری شد و ایسلند و جزایر فارو مقام مستعمرات دانمارک را داشتند و تا میانه سده ۲۰ میلادی در آنجاها دانمارکی زبان رسمی بود.

### زبان ملی و معیار
Moders navn er vort Hjertesprog,
kun løs er al fremmed Tale.
Det alene i mund og bog,
kan vække et folk af dvale.
 «نام مادر در قلب و زبان ماست،
تنها کار بیهوده سخن گفتن به خارجیست
خودش به تنهایی در کتاب یا گفتار،
به تنهایی مردم را از خواب بیدار می‌کند.»

ان. اف. اس. گروندتویگ، «زبان مادری»
پیروی از دست دادن اشلسویگ به آلمان، شمار زیادی از آلمانی‌زبانان به ناحیه نقل مکان کردند و تعداد آن‌ها از سخنوران دانمارکی بیشتر شد. از دست رفتن این منطقه منجر به دورانی از ملی‌گرایی شدید دانمارکی شد، که منطبق با دوران طلایی دانمارکی شد. نویسندگانی مانند ان. اف. اس. گروندتویگ بر نقش زبان دانمارکی در حفظ هویت دانمارکی تأکید داشتند. برخی از نویسندگان شناخته‌شده و محبوب این دوره شامل فیلسوف اگزیستانسیالیست، سورن کی‌یرکگور و نویسده متل هانس کریستیان آندرسن هستند. تأثیر الگوهای ادبی مشهور، همراه با گسترش سامانه آموزشی، باعث تقویت زبان دانمارکی شد و همچنین یک دوره یکسان‌سازی را آغاز کرد. گویش معیار کپنهاگ جایگزین گویش‌های محلی شد. پس از همه‌پرسی ۱۹۲۰ اشلسویگ، شماری از دانمارکی‌ها به عنوان اقلیت قومی در قلمروهای آلمان باقی ماندند. در سده نوزدهم میلادی، برخی از دانمارکی‌ها مهاجرت کردند و جوامعی در قاره آمریکا، به ویژه در ایالات متحده آمریکا، کانادا و آرژانتین بنیان‌گذاری کردند و برخی همچنان امروزه به زبان دانمارکی سخن می‌گویند.

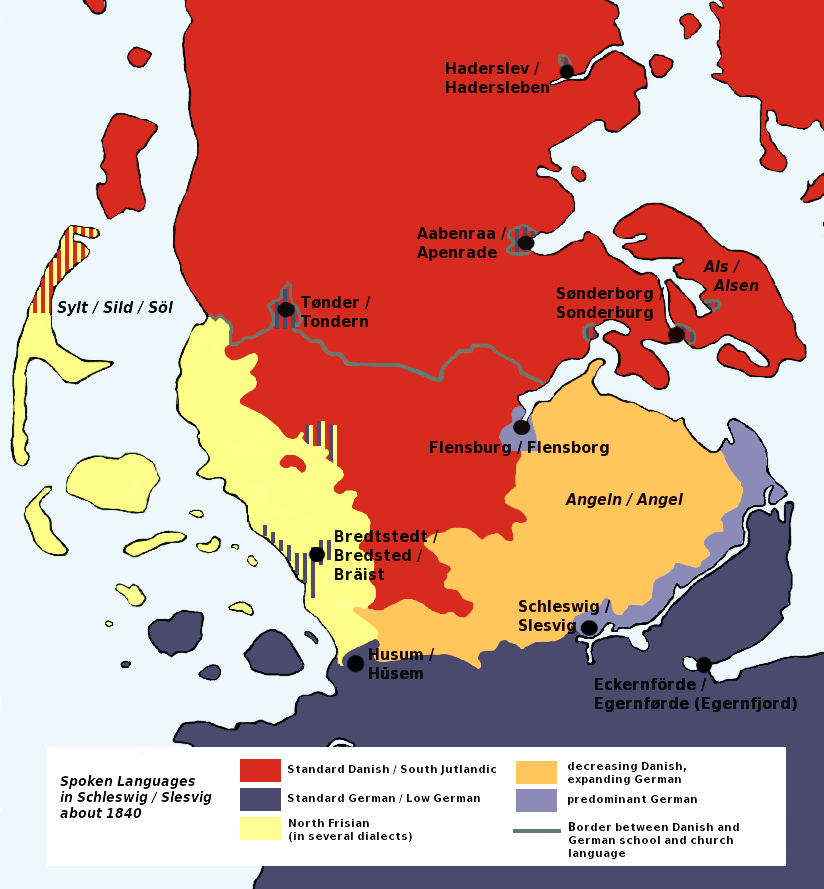
جایگزینی زبان در دوک‌نشین شلسویگ در سده نوزدهم میلادی

پس از اشغال دانمارک توسط آلمان در جنگ جهانی دوم، با انجام اصلاحات املای دانمارکی در سال ۱۹۴۸، قانون دستور زبانی که از آلمانی گرفته شده بود حذف شد و حرف Å/å به زبان معرفی شد. سه نویسنده دانمارکی در سده بیستم برنده جایزه نوبل ادبیات شدند: کارل آدولف گیلروپ و هنریک پونتوپیدان (دریافت‌کنندگان مشترک در ۱۹۱۷) و یوهانس ویلهلم ینسن (سال ۱۹۴۴).
با استفاده از گویش دانمارکی معیار کپنهاگ به عنوان زبان ملی و در رسانه، گویش‌های سنتی زیر فشار رفتند. در سده بیستم میلادی، تمامی گویش‌ها از میان رفته‌اند و زبان ملی در سراسر دانمارک گسترش یافته‌است. تلفظ‌های منطقه‌ای زبان معیار، یا regionssprog، به معنای «زبان محلی» همچنان وجود دارند. امروزه، لهجه‌های گوناگون دانمارکی، کپنهاگی بالا که معمولاً توسط افراد سن بالا و تحصیل‌کرده در پایتخت و کپنهاگی پایینی که در اصل توسط طبقه کارگر بدان سخن گفته می‌شد اما امروزه توسط نسل جوان برای پرستیژ آن را به کار می‌برند، است. همچنین در سده بیست و یکم میلادی مهاجرت اثرات زبانی برروی دانمارکی گذاشته‌است که منجر به یک گویش به نام دانمارکی مهاجران (دانمارکی: Perkerdansk) شده‌است و عناصری از زبان‌های مهاجران مانند عربی، ترکی استانبولی و کردی را در خود دارد.

## گستره جغرافیایی
زبان دانمارکی زبان ملی دانمارک و یکی از دو زبان رسمی جزایر فارو (در کنار فارویی) است. تا سال ۲۰۰۹، دانمارکی یکی از دو زبان رسمی گرینلند در کنار گرینلندی بود. دانمارکی در گرینلند به عنوان دفاکتو به گونه گسترده‌ای در گرینلند سخن گفته می‌شود و درصد ناشناخته‌ای از مردمان بومی گرینلند دانمارکی زبان مادری‌شان است و درصد بزرگی از بومیان گرینلند دانمارکی را به عنوان زبان دوم سخن می‌گویند زیرا از سال ۱۹۲۸ به عنوان زبان اجباری آموزشی در گرینلند تصویب شده‌است. تا سال ۱۹۴۴ زبان دانمارکی در ایسلند یک زبان رسمی بود اما امروزه در مدارس ایسلند به‌گونه گسترده‌ای پس از انگلیسی به عنوان یک زبان خارجی تدریس می‌شود. ایسلند یکی از قلمروهای کشور دانمارک-نروژ بود، کشوری که یکی از زبان‌های رسمی آن دانمارکی بود.

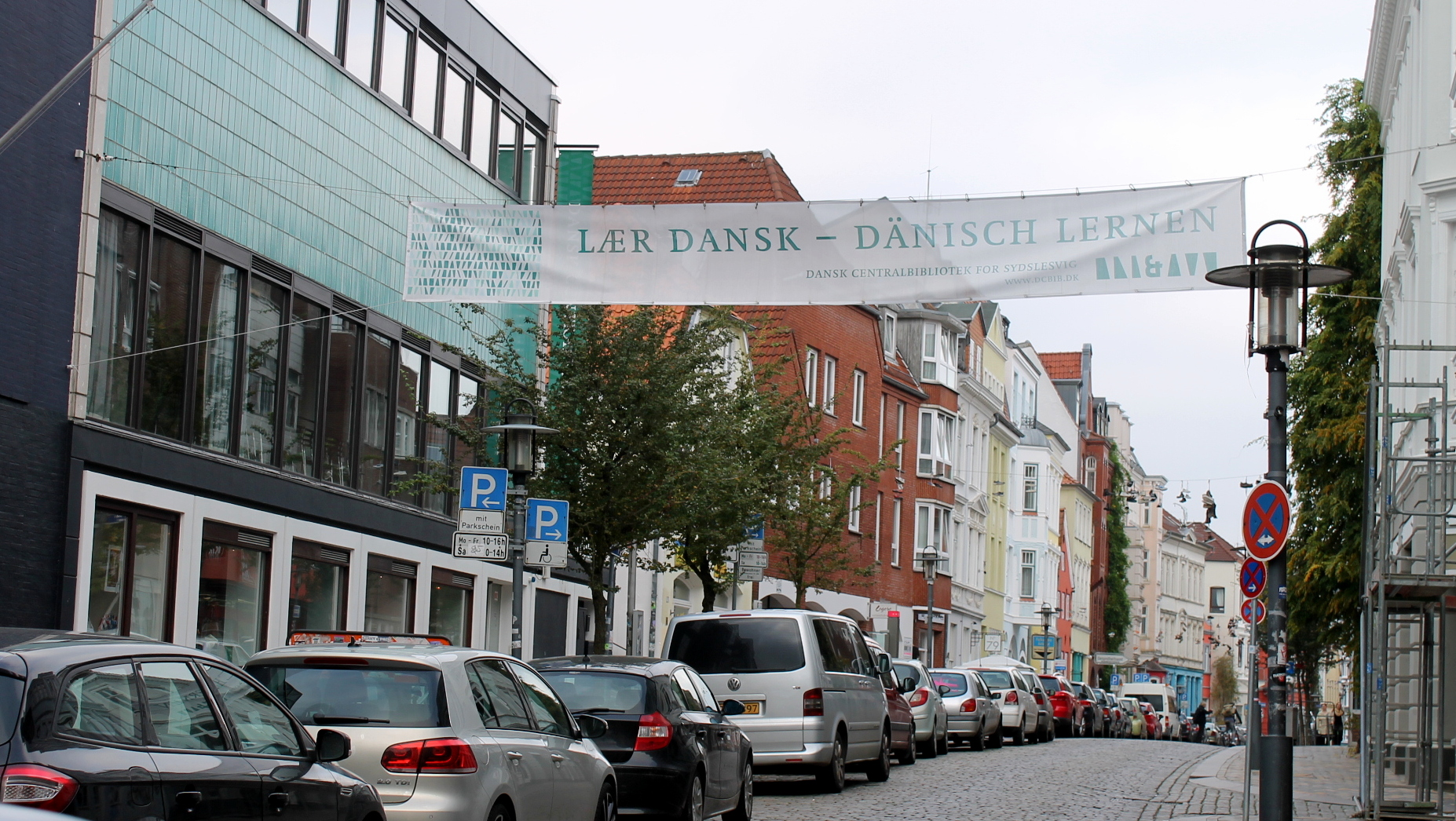
بنر دانمارکی یاد بگیرید در فلنسبورگ، آلمان جایی که دانمارکی یک زبان منطقه‌ای به رسمیت شناخته‌شده‌است.

به علاوه، در شلسویگ جنوبی جوامع چشمگیری از دانمارکی‌زبانان زندگی می‌کنند. دانمارکی در شلسویگ جنوبی زبان اقلیت به رسمیت شناخته‌شده‌است، همانگونه که آلمانی در مرز شمالی در دانمارک است. از این گذشته دانمارکی یکی از زبان‌های رسمی اتحادیه اروپا و یکی از زبان‌های پرکاربرد شورای نوردیک است. در پیمان‌نامه زبان نوردیک، شهروندان دانمارکی‌زبان شورای نوردیک حق دارند زبان مادری خود را در حین ارتباط با نهادهای رسمی دیگر کشورهای شورا به کار ببرند بدون اینکه نیاز به استفاده از ترجمه هم‌زمان یا ترجمه عادی باشد.
گونه بیشتر شناخته شده زبان نروژی، بوکمل، به زبان دانمارکی بسیار نزدیک است زیرا زبان دانمارکی معیار تا سال ۱۸۱۴ به عنوان زبان دفاکتو در امور اداری در دانمارک-نروژ بود. برخلاف دیگر گویش نروژی، نروژی نو که بر پایه گویش‌های محلی نروژ و نروژی قدیمی است، بوکمل بر پایه زبان دانمارکی است.
هیچ قانون رسمی‌ای دانمارکی را به عنوان زبان رسمی اعلام نمی‌کند و دانمارکی فقط زبان دفاکتو است. با این وجود، قانون آیین دادرسی مدنی دانمارکی را به عنوان زبان دادگاه‌ها معرفی کرده‌است. از سال ۱۹۹۷، مقامات دولتی موظف به رعایت املاء رسمی از طریق قانون نگارش رسمی هستند. در سده ۲۱ میلادی گفتگوهایی مبنی بر اینکه آیا دانمارکی باید به عنوان زبان رسمی منصوب شود یا نه در جریان بوده‌است.

## گویش‌ها

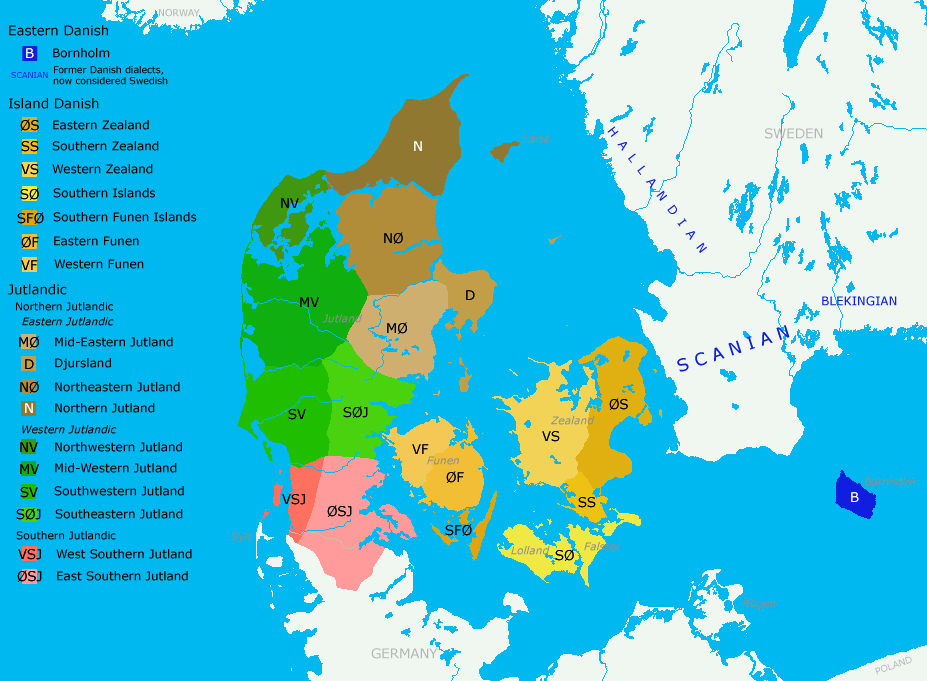
نقشه گویش‌های دانمارکی

دانمارکی معیار (rigsdansk) بر پایه گویش‌های پایتخت، کپنهاگ است. برخلاق سوئدی و نروژی، دانمارکی بیش از یک قاعده زبانی ندارد. بیش از ۲۵٪ گویشوران دانمارکی در مناطق شهری پایتخت زندگی می‌کنند و بیشتر سازمان‌های دولتی، نهادها و کسب و کارها مرکزشان در کپنهاگ است که منجر به یک قاعده زبانی یکپارچه شده‌است.
گویش‌های دانمارکی می‌توانند به شکل گویش‌های سنتی تقسیم شوند که در املا و دستور زبان با دانمارکی معیار متفاوت هستند و لهجه‌ها و زبان‌های محلی که گونه‌های مختلف زبان معیار هستند بیشتر با تلفظ و واژگان محلی با لهجه‌های سنتی ترکیب می‌شوند. بیشتر گویش‌های سنتی امروزه در دانمارک از میان رفته‌اند و تنها نسل‌های کهنسال بدان سخن می‌گویند.
گویش‌های سنتی دانمارکی را می‌توان به سه دسته تقسیم کرد:
- دانمارکی جزیره‌ای (ømål) که در جزایر دانمارکی شیلند، فونن، لولند، فالستر و مون بدان سخن گفته می‌شود.[۳۴]
- گویش یوتلاندی (jysk) که خود به گویش‌های شمالی، شرقی، غربی و جنوبی تقسیم می‌شود.
- گویش برنهلم (bornholmsk) که در جزیره برنهلم سخن گفته می‌شود.[۳۵]

گویش یوتلاندی خود به یوتلاندی شمالی و یوتلاندی جنوبی تقسیم می‌شود و یوتلاندی شمالی خود به یوتلاندی غربی و شمالی نیز تقسیم می‌شود. دانمارکی جزیره‌ای به گویش‌های شیلند، فونن، مون و لولند-فالستر، هر کدام با تفاوت‌های داخلی تقسیم می‌شود. اصطلاح «دانمارکی شرقی» گهگاه برای گویش برنهلم استفاده می‌شود. گویش برنهلم تنها گویش از دانمارکی شرقی است که در دانمارک سخن گفته می‌شود زیرا دیگر گویش‌های دانمارکی شرقی در مناطقی که ضمیمه خاک سوئد شدند استفاده می‌شدند و به مرور زمان سوئدی‌سازی شدند.